# El "Chipirón" y su tripulación
El "Chipirón" y su tripulación fue una serie de historietas creada por Alfons Figueras para la revista "Tele Color" de la Editorial Bruguera en 1967.

## Trayectoria editorial
Tras su publicación inicial en "Tele Color", El "Chipirón" y su tripulación volvió a aparecer, remontada por el propio autor, en los números 57 a 64 de "Gran Pulgarcito" (1970).

## Argumento y personajes
La tripulación del submarino "Chipirón", acompañada por el profesor Gustavínez, se enfrenta con peligros fantásticos.

## Valoración
Para el investigador Antoni Guiral, El "Chipirón" y su tripulación constituye una obra de madurez de Alfons Figueras, que destaca dentro de la producción de la editorial por su afinidad con la literatura fantástica y su extensión (46 páginas).